# Borzicactus sepium
Borzicactus sepium ist eine Pflanzenart in der Gattung Borzicactus aus der Familie der Kakteengewächse (Cactaceae). Das Artepitheton sepium stammt aus dem Lateinischen und bedeutet ‚Zaun‘.

## Beschreibung
Borzicactus sepium wächst strauchig mit meist nicht oder wenig von der Basis verzweigten, niederliegenden bis aufsteigenden, hell- bis dunkelgrünen Trieben und erreicht bei Durchmessern von 3 bis 10 Zentimetern Wuchshöhen von 0,5 bis  2 Metern. Es sind 6 bis 18 niedrige, stumpfe, gefurchte Rippen vorhanden. Die weißen oder hellbraunen Areolen stehen weit voneinander entfernt. Die borstigen bis nadelartigen Dornen sind braun, gelblich oder schwärzlich und vergrauen im Alter. Die 1 bis 3 kräftigen Mitteldornen sind bis 4 Zentimeter, die 8 bis 10 Randdornen bis 1 Zentimeter lang.
Die leicht zygomorphen, leuchten roten Blüten sind bis 7,5 Zentimeter lang und weisen Durchmesser von 3 Zentimetern auf. Ihre Blütenhüllblätter sind ausgebreitet. Die kugelförmigen, bräunlich grünen bis gelblich grünen Früchte erreichen Durchmesser von bis 5 Zentimetern.

## Verbreitung, Systematik und Gefährdung
Borzicactus sepium ist im Nord- und Zentral-Ecuador in Höhenlagen von 1500 bis 3500 Metern verbreitet.
Die Erstbeschreibung als Cactus sepium  erfolgte 1823 durch Karl Sigismund Kunth. Nathaniel Lord Britton und Joseph Nelson Rose stellten die Art 1920 in die Gattung Borzicactus. Weitere nomenklatorische Synonyme sind Cereus sepium (Kunth) DC. (1828) und Cleistocactus sepium (Kunth) F.A.C.Weber (1904).
In der Roten Liste gefährdeter Arten der IUCN wird die Art als „Least Concern (LC)“, d. h. als nicht gefährdet geführt.

## Nachweise